# Флаг Камберленда
Флаг Камберленда — официальный символ исторического графства Камберленд. Использует как основу герб бывшего совета графства Камберленд, изначально представленного Геральдической палатой 19 сентября 1950 года. В качестве флага графства зарегистрирован Институтом флагов 13 декабря 2012 года.
На верхней половине полотнища зелёного цвета изображены три цветка белозора — травы, произрастающей на болотистых высокогорьях и цветок которой был выбран в качестве одного из символов Камберленда. На нижней половине находятся волнообразно две белые и две синие полосы, которые олицетворяют береговую линию, реки и озёра графства.